# エマーソン・ハインドマン
エマーソン・シェラス・ハインドマン（Emerson Schellas Hyndman，1996年4月9日 - ）は、アメリカ合衆国テキサス州ダラス出身のサッカー選手。ポジションはミッドフィールダー。

## 経歴

### クラブ
2016年6月、AFCボーンマスに4年契約で入団。8月のフットボールリーグカップ・モアカムFC戦で加入後初出場。
2017年1月、レンジャーズFCにシーズン終了までのレンタルで加入。印象的なプレーを随所で披露し、半年間のみの在籍ながらチームの最優秀若手選手に選ばれた。
2019年7月1日、アトランタ・ユナイテッドFCに買取オプション付きのレンタルで移籍した。

### 代表
U-17年代からアメリカ合衆国代表に選出されている。
2014年8月、A代表初招集。9月のチェコ代表戦で途中出場し初キャップを記録した。
2015年、FIFA U-20ワールドカップに代表の一員として参加。ニュージーランド戦ではキャプテンマークを巻いた。

## 人物
祖父はサッカー監督のシェラス・ハインドマン。ポルトガルの市民権を所有している。
子供の頃はサッカー以外に野球やバスケットボールにも親しんだ。